# Finska landsorganisationen
Finska landsorganisationen (finska: Suomen ammattijärjestö) (SAJ) var den första fackliga centralorganisationen i Finland. 
Finska landsorganisationen, som bildades 1907, var ursprungligen influerad av den skandinaviska fackföreningsrörelsen, men radikaliserades under första världskriget och blev med tiden helt dominerad av vänstersocialister och kommunister, vilket ledde till att den upplöstes genom domstolsbeslut 1930. 
För fackföreningar lämnat Finska landsorganisationen bildades redan 1929 en uppsamlingsorganisation, Finlands arbetarförbund (finska: Suomen työläisliitto) och i oktober 1930 grundades Suomen Ammattiyhdistysten Keskusliitto (SAK)  som 1969 ersattes av Finlands Fackföreningars Centralförbund (FFC).